# 拉格朗日峰
64°28′S 62°26′W / 64.467°S 62.433°W
拉格朗日峰（英語：Lagrange Peak）是南極洲的山峰，位於帕默群島中布拉班特島東南部，處於斯特拉思角東北面10公里，海拔高度450米，現時由南極條約體系管理。